# Josiah Willard Gibbs
Josiah Willard Gibbs (født 11. februar 1839, død 28. april 1903) var en amerikansk videnskabsmand, der gav betydelige teoretiske bidrag til fysik, kemi og matematik. Hans arbejde med anvendelser af termodynamik var med til at omdanne fysisk kemi til en streng induktiv videnskab.